# Hydropsyche orbiculata
Hydropsyche orbiculata är en nattsländeart som beskrevs av Georg Ulmer 1911. Hydropsyche orbiculata ingår i släktet Hydropsyche och familjen ryssjenattsländor. Inga underarter finns listade i Catalogue of Life.